# Olidiana curvispinata
Olidiana curvispinata är en insektsart som beskrevs av Zhang 1994. Olidiana curvispinata ingår i släktet Olidiana och familjen dvärgstritar. Inga underarter finns listade i Catalogue of Life.